# Notoryctidae
Los notoríctidos (Notoryctidae) son una familia actual de marsupiales australidelfios notoricteromorfos que incluye un solo género, Notoryctes, con dos especies. Se conocen vulgarmente como topos marsupiales. Viven en el desierto australiano. Pasan la mayor parte de su tiempo bajo tierra y rara vez suben a la superficie.
Los notoríctidos viven en las regiones arenosas del centro sur y nordeste de Australia y recuerdan muy de cerca a los topos europeos, pues tienen sus mismas dimensiones y sus mismas adaptaciones para la vida excavadora y subterránea.
En efecto, poseen en las patas delanteras dos uñas muy largas que sirven para excavar, unos ojos poco desarrollados y ocultos por el pelo y una placa córnea en el hocico que hace las veces de taladro.
No excavan túneles permanentes, solo pequeñas galerías a pocos centímetros de la superficie,

## Distribución
Las dos especies actuales habitan en los desiertos arenosos de la mitad occidental de Australia.

## Faneróptica y anatomía
| Morfometría         | Masa (g) | Longitud (cm) | Longitud (cm) |
| Morfometría         | Masa (g) | Cuerpo        | Cola          |
| Notoryctes typhlops | 40-70    | 9-18          | 2-3           |

El cuerpo es del tamaño de un topo placentario, aplanado y con un aparato locomotor muy desarrollado. Está cubierto de abundante pelo sedoso que varía de blanco a dorado. A veces si el terreno en el que habitan es rico en hierro, el pelo puede tornarse rojizo debido a este metal. 
Es una característica de esta familia el tener fusionadas las cinco últimas vértebras cervicales, lo que le confiere rigidez al cuerpo de tal modo que pueda desarrollar más potencia empujando con la cabeza la arena durante la excavación.
La cabeza es grande y robusta. El hocico está cubierto por una protuberancia córnea desnuda. Los ojos están cubiertos por la piel, miden menos de un mm de diámetro y su desarrollo es escaso de tal modo que son escasamente funcionales. A cada lado de la cabeza se abre un agujero como único resto de las orejas.
| Fórmula dentaria |     |    |   |    |   |    |   |
| i:               | 3-4 | c: | 1 | p: | 2 | m: | 4 |
| i:               | 3   | c: | 1 | p: | 3 | m: | 4 |

Los dientes están degenerados y la fórmula dental varía de unos ejemplares a otros. Una fórmula media estaría compuesta según se indica en la tabla adjunta.
Los molares superiores son zalambdodontos, y los inferiores han perdido la cuenca del talónido. No puede considerarse que son propiamente diprotodontos ni poliprotodontos.
Las extremidades son poderosas, especialmente las anteriores cuyo tercer y cuarto dedo están dotados de poderosísimas uñas de sección triangular. A diferencia de otros marsupiales australianos, no se presentan fenómenos de sindactilia y cada extremidad presenta cinco dedos.
La cola es corta, cilíndrica, y está surcada por anillos. Está cubierta por una gruesa piel parecida al cuero. Puede medir hasta 2’5 cm y parece estar dotada de gran sensibilidad táctil.

## Nutrición y hábitos alimentarios
Esta especie se alimenta de todo tipo de invertebrados terrestres que captura tanto en la superficie como bajo tierra, en un incesante ir y venir.

## Biología de la reproducción
La fisiología reproductiva de esta especie no es muy conocida. No se han descrito los periodos de gestación, lactancia o esperanza de vida de esta especie.
Los machos no presentan escroto, los testículos se hallan entre la piel y la cavidad abdominal.
Las hembras poseen un marsupio pequeño pero bien desarrollado, abierto hacia atrás para mantener la higiene durante la excavación. En su interior, dos pezones sirven para amamantar las crías que nacen cerca del mes de noviembre en número de 1 a 2 por camada.

## Comportamiento
Estas especies se desplazan bajo la arena del desierto como si estuviesen buceando, empujando con la cabeza y apartando la arena con las manos. Los trayectos que permanece bajo la arena no son excesivamente largos, desplazándose por la superficie con la ayuda de las extremidades posteriores, dejando una característica huella formada por tres puntos que se corresponden con ambas extremidades posteriores y el rabo.

## Estado de conservación
Las dos únicas especies vivas de topos marsupiales están catalogadas por la IUCN como preocupación menor (LC).